# Kabinett Linkomies
Das Kabinett Linkomies war das 26. Kabinett in der Geschichte Finnlands. Es amtierte vom 5. März 1943 bis zum 8. August 1944. Das Kabinett bestand aus folgenden Parteien: Sozialdemokratische Partei Finnlands (SDP), Landbund (ML), Schwedische Volkspartei (RKP), Nationale Fortschrittspartei (ED) und Nationale Sammlungspartei (KOK).

## Minister
| Ressort                                                      | Name                  | Partei     | Amtszeitbeginn    | Amtszeitende      |
| ------------------------------------------------------------ | --------------------- | ---------- | ----------------- | ----------------- |
| Ministerpräsident                                            | Edwin Linkomies       | KOK        | 5. März 1943      | 8. August 1944    |
| Äußeres                                                      | Henrik Ramsay         | RKP        | 5. März 1943      | 8. August 1944    |
| Justiz                                                       | Oskari Lehtonen       | KOK        | 5. März 1943      | 8. August 1944    |
| Inneres                                                      | Leo Ehrnrooth         | RKP        | 5. März 1943      | 8. August 1944    |
| Verteidigung                                                 | Karl Rudolf Walden    | unabhängig | 5. März 1943      | 8. August 1944    |
| Finanzen                                                     | Väinö Tanner          | SDP        | 5. März 1943      | 8. August 1944    |
| Minister im Finanzministerium                                | Tyko Reinikka         | ML         | 5. März 1943      | 8. August 1944    |
| Bildung                                                      | Kalle Kauppi          | ED         | 5. März 1943      | 8. August 1944    |
| Landwirtschaft                                               | Viljami Kalliokoski   | ML         | 5. März 1943      | 8. August 1944    |
| Minister im Landwirtschaftsministerium                       | Nils Osara            | ML         | 5. März 1943      | 8. August 1944    |
| Verkehr und öffentliche Arbeiten                             | Väinö Salovaara       | SDP        | 5. März 1943      | 8. August 1944    |
| Minister im Ministerium für Verkehr und öffentliche Arbeiten | Toivo Ikonen          | ML         | 5. März 1943      | 13. Januar 1944   |
| Minister im Ministerium für Verkehr und öffentliche Arbeiten | Väinö Kaasalainen     | ML         | 13. Januar 1944   | 8. August 1944    |
| Handel und Industrie                                         | Uuno Takki            | SDP        | 5. März 1943      | 8. August 1944    |
| Soziales                                                     | Karl-August Fagerholm | SDP        | 5. März 1943      | 17. Dezember 1943 |
| Soziales                                                     | Aleksi Aaltonen       | SDP        | 17. Dezember 1943 | 8. August 1944    |
| Versorgung                                                   | Kaarle Ellilä         | ML         | 5. März 1943      | 8. August 1944    |
| Minister im Versorgungsministerium                           | Jalo Aura             | SDP        | 5. März 1943      | 8. August 1944    |
| Minister im Versorgungsministerium                           | Nils Osara            | unabhängig | 5. März 1943      | 8. August 1944    |
| Minister im Versorgungsministerium                           | Henrik Ramsay         | RKP        | 5. März 1943      | 8. August 1944    |